# Jižní Čína (kontinent)
Jižní Čína byla v geologické historii samostatným kontinentem. Z dnešního asijského povrchu k ní patří jižní a jihovýchodní Čína (velmi přibližně na jih od spojnice měst Šanghaj a Čchang-ša; na východ od poledníku, který prochází vietnamsko-čínskou hranicí na pobřeží Jihočínského moře, na severu až k Čchang-ťiangu. , ,  Archivováno 30. 8. 2007 na Wayback Machine.), dále Indočína, Borneo a okolní ostrovy.
V rámci Rodinie Jižní Čína hraničila s oceánem Mirovia na severu, se Sibiří na východě, s Austrálií na západě a s Laurentií na jihu. Po rozpadu Rodinie se možná na čas osamostatnila, ale spolu se Severní Čínou zakotvila ve Východní Gondwaně.
V siluru se od Gondwany na jižní polokouli oddělila a vydala se k severozápadu. Před ní se zmenšoval oceán Prototethys, za ní se otvíral nový oceán Paleotethys.
Koncem karbonu se Severní Čína, která měla náskok, srazila se Sibiří a Kazachstánií, zatímco Jižní Čína zůstávala samostatným kontinentem. Ještě v permu zůstávala v tropech. Pak se uprostřed triasu spojila s Kimmerií, která se od Gondwany utrhla až po ní a rovněž směřovala k severu (před ní se zmenšoval Paleotethys, za Kimmerií se otvíral nový oceán Tethys). Jižní Čína spolu s Kimmerií narazily do Eurasie (konkrétně jejích částí Kazachstánie a Severní Číny) začátkem jury. Tehdy ve druhohorách se spojilo čínské území, které známe dnes. Většinu horstev, která se začala zvedat tímto kimmerským vrásněním, dnes řadíme pod Alpsko-himálajský systém, protože jejich zvedání pokračovalo a pokračuje při alpinském vrásnění, způsobeném nárazem Indie do Asie. Podstatná část jihočínského povrchu je díky tomu hornatá.